# Saint-Mars-Vieux-Maisons
Saint-Mars-Vieux-Maisons é uma comuna francesa localizada na região administrativa da Île-de-France, no departamento Sena e Marne. A comuna possui 175 habitantes segundo o censo de 1990.